# ペリー郡 (アラバマ州)
ペリー郡（英: Perry County）は、アメリカ合衆国アラバマ州の中央部に位置する郡である。2010年国勢調査での人口は10,591人であり、2000年の11,861人から10.7%減少した。郡庁所在地はマリオン市（人口3,686人）であり、同郡で人口最大の都市でもある。ペリー郡は1819年に設立され、ロードアイランド州出身で、アメリカ海軍の提督を務めたオリバー・ハザード・ペリーに因んで名付けられた。

## 歴史
1965年、ペリー郡郡庁所在地のマリオン市で、武器を持たない黒人ジミー・リー・ジャクソンが、白人州兵のジェイムズ・ボナード・ファウラーに殺された。これが起因となって「セイラムからモンゴメリーへの行進」が行われた。
2008年、郡民投票で毎年11月の第2月曜日を法定の休日であるバラク・オバマの日とすることを決めた。

## 地理
アメリカ合衆国国勢調査局に拠れば、郡域全面積は724.08平方マイル (1,875.4 km2)であり、このうち陸地719.48平方マイル (1,863.4 km2)、水域は4.59平方マイル (11.9 km2)で水域率は0.63%である。

### 主要高規格道路
- アメリカ国道80号線
- アラバマ州道5号線
- アラバマ州道14号線

### 隣接する郡
- ビブ郡 - 北
- チルトン郡 - 北東
- ダラス郡 - 東
- マレンゴ郡 - 南西
- ヘイル郡 - 西

### 国立保護地域
- タラデガ国立の森（部分）

## 人口動態
以下は2000年の国勢調査による人口統計データである。
| 基礎データ - 人口: 11,861人 - 世帯数: 4,333 世帯 - 家族数: 3,046 家族 - 人口密度: 6人/km2（16人/mi2） - 住居数: 5,406軒 - 住居密度: 3軒/km2（8軒/mi2） 人種別人口構成 - 白人: 30.86% - アフリカン・アメリカン: 68.38% - ネイティブ・アメリカン: 0.08% - アジア人: 0.03% - 太平洋諸島系: 0.03% - その他の人種: 0.08% - 混血: 0.54% - ヒスパニック・ラテン系: 0.86% | 年齢別人口構成 - 18歳未満: 29.8% - 18-24歳: 11.1% - 25-44歳: 23.6% - 45-64歳: 20.7% - 65歳以上: 14.9% - 年齢の中央値: 33歳 - 性比（女性100人あたり男性の人口） - 総人口: 83.9 - 18歳以上: 78.4 世帯と家族（対世帯数） - 18歳未満の子供がいる: 33.8% - 結婚・同居している夫婦: 40.4% - 未婚・離婚・死別女性が世帯主: 25.1% - 非家族世帯: 29.7% - 単身世帯: 27.9% - 65歳以上の老人1人暮らし: 12.0% - 平均構成人数 - 世帯: 2.63人 - 家族: 3.23人 | 収入と家計 - 収入の中央値 - 世帯: 20,200米ドル（州内最低） - 家族: 26,150米ドル - 性別 - 男性: 26,272米ドル - 女性: 16,839米ドル - 人口1人あたり収入: 10,948米ドル - 貧困線以下 - 対人口: 35.4% - 対家族数: 31.2% - 18歳未満: 48.9% - 65歳以上: 25.8% |

## 都市と町

### 都市
- マリオン - 郡庁所在地
- ユニオンタウン

### 未編入の町
| - アドラー - オーガスティン - クリーブランドミルズ - コールマン - カニンガム - エラーズ - フォルサム - ハンバーグ - ハイバーガー - ヒルクレスト | - ジェリコ - リバート - モーガンスプリングス - ネイブ - ノーマン - オークマルギー - オズボーン - パンハンドル - ペリービル - ラドフォード | - スプロット - サトル - テイロー - ベイデン - ビルラ - ジンマーマン |

## 見どころ
郡内にはペリー湖公園、タラデガ国立の森の一部、およびジャドソン・カレッジのアラバマ婦人の殿堂がある。またマリオン軍人養成大学とジャドソン・カレッジもある。